# سيبه فـان دير هايدن
سيبه فـان دير هايدن هو لاعب كرة قدم بلجيكي في مركز الدفاع، ولد في 30 مايو 1998 في Denderleeuw ‏ في بلجيكا. لعب مع إف سي آيندهوفن ورويال يونيون سان خيلويزي.

## وصلات خارجية
- سيبه فـان دير هايدن على موقع إي إس بي إن إف سي (الإنجليزية)
- سيبه فـان دير هايدن على موقع قاعدة بيانات كرة القدم.إي يو (الإنجليزية)
- سيبه فـان دير هايدن على موقع ناشيونال فوتبول تيمز (الإنجليزية)
- سيبه فـان دير هايدن على موقع Soccerbase.com (لاعب) (الإنجليزية)
- سيبه فـان دير هايدن على موقع Soccerway.com (الإنجليزية)
- سيبه فـان دير هايدن على موقع عالم كرة القدم.نت (الإنجليزية)